# Västra Ryds församling, Uppsala stift
Västra Ryds församling var en församling i Uppsala stift och i Upplands-Bro kommun. Församlingen uppgick 1998 i Kungsängen-Västra Ryds församling.

## Administrativ historik
Församlingen har medeltida ursprung och utgjorde under medeltiden ett eget pastorat för att därefter till 1997 bilda pastorat med (Stockholms-)Näs/Kungsängens församling, före 1 maj 1917 och mellan 1938 och 13 november 1964 som moderförsamling, i övrigt som annexförsamling. Kyrkoherden i Riddarholmsförsamlingen hade 1787–1806 pastoratet som prebende. Församlingen uppgick 1998 i Kungsängen-Västra Ryds församling.

## Kyrkor
- Västra Ryds kyrka